# César Carballeira
César Carballeira Domínguez (La Coruña, 10 febbraio 1996) è un hockeista su pista spagnolo.

## Palmarès

### Club

#### Titoli nazionali
- Supercoppa di Spagna: 2

Reus Deportiu: 2019
Deportivo Liceo: 2021
- Coppa del Re: 1

Deportivo Liceo: 2021

### Nazionale
- Campionato europeo: 1

Paredes 2021